# Joseph Prunis
Joseph Marie Prunis, genannt Abbé Prunis, (* 16. Mai 1742 in Campagnac-lès-Quercy, Département Dordogne; † 1816 in Saint-Cyprien, Département Dordogne) war ein französischer Geistlicher und Politiker.

## Leben
Joseph Prunis wurde als Sohn des Chirurgen Antoine Prunis und der Catherine Jourreau geboren. Er wurde Regularkanoniker der Abtei Chancelade im Périgord und von 1804 bis 1809 vertrat er Dordogne bei der Nationalversammlung.

## Wiederentdecker des Reisetagebuchs von Michel de Montaigne
Prunis wurde berühmt als der Wiederentdecker des Reisetagebuchs von Michel de Montaigne (1533–1592), das er 1770 (oder 1769) auf Schloss Montaigne auffand. Das Manuskript wurde ihm vom Grafen Ségur de la Roquette, dem Besitzer des Schlosses, zunächst anvertraut, aber später wieder zurückgefordert. 1774 wurde das Werk unter dem Titel Tagebuch einer Reise Michel de Montaignes durch Italien, die Schweiz und Deutschland in den Jahren 1580 und 1581 von Meunier de Querlon herausgegeben. Prunis beschwerte sich daraufhin bitter, dass er von Querlon um die Früchte seiner Entdeckung und Entzifferung gebracht worden sei: 
„Ich bringe den Band nach Hause, ich entziffere ihn, schreibe ihn ab, versehe ihn mit Anmerkungen; d'Alembert, dem ich von meinem Fund Mitteilung mache, beglückwünscht mich, ich kündige die Ausgabe in den Zeitungen an, das Publikum erwartet sie mit Ungeduld, ich reise nach Paris, um die Drucklegung zu besorgen – und inzwischen kommt der Band heraus … Das ist der Lohn für vier Jahre Arbeit, Mühen und Aufregung …“ (Brief an das Journal des Beaux-Arts et des Sciences, 1774, Band 5, zitiert nach Otto Flakes Einleitung zu seiner Übersetzung des Reisetagebuchs).